# Les Chemins du triomphe
Pour les articles homonymes, voir Glory Road.
Pour plus de détails, voir Fiche technique et Distribution.
Les Chemins du triomphe ou Chemin de la Gloire au Québec (Glory Road) est un film américain réalisé par James Gartner, sorti le 13 janvier 2006.

## Synopsis
L'histoire vraie de l'entraîneur de basket-ball de Texas Western Don Haskins qui aligna, pour la première fois, un cinq majeur noir lors d'une finale NCAA (1966).

## Fiche technique
- Titre : Les Chemins du triomphe
- Titre québécois : Chemin de la Gloire
- Titre original : Glory Road
- Réalisation : James Gartner
- Scénario : Chris Cleveland
- Musique : Trevor Rabin
- Photographie : Jeffrey L. Kimball
- Montage : John Wright
- Production : Jerry Bruckheimer
- Pays d'origine : États-Unis
- Genre : Sport
- Durée : 118 minutes
- Date de sortie : 13 janvier 2006 (États-Unis)

## Distribution
- Josh Lucas (VQ : Patrice Dubois) : Don Haskins
- Derek Luke (VF : Bruno Henry ; VQ : Martin Watier) : Bobby Joe Hill
- Austin Nichols (VQ : Sébastien Delorme) : Jerry Armstrong
- Jon Voight (VQ : Claude Préfontaine) : Adolph Rupp
- Emily Deschanel : Mary Haskins
- Evan Jones (VQ : Gilbert Lachance) : Moe Iba
- Schin A.S. Kerr (VQ : Frédérik Zacharek) : David Lattin
- Alphonso McAuley (VQ : Hugolin Chevrette) : Orsten Artis
- Alejandro D. Hernandez : David Palacio
- Mehcad Brooks (VQ : Jean-François Beaupré) : Harry Flournoy
- Al Shearer (VQ : Nicolas Charbonneaux-Collombet) : Nevil Shed
- Sam Jones III (VQ : Guillaume Champoux) : Willie Worsley
- Damaine Radcliff (VQ : Daniel Roy) : Willie Cager
- Andy Stahl (VQ : Raymond Bouchard) : Dr Ray
- Wilbur Fitzgerald (VQ : Vincent Davy) : Wade Richardson
- Red West : Ross Moore

## Box-office
Glory Road a généré 42 647 449 USD de recettes aux États-Unis.